# 福永耕二
福永 耕二（ふくなが こうじ、1938年1月4日 - 1980年12月4日）は、日本の俳人。鹿児島県出身。
川辺町生まれ。私立ラ・サール高等学校在学中より「馬酔木」に投句。1956年、鹿児島大学入学、俳誌「ざぼん」に参加、編集を手がける。1960年、同大学文理学部国文科を卒業、純心女子高等学校に教師として奉職。1965年、能村登四郎の推薦により上京、登四郎の勤める千葉県の私立市川高等学校に勤務する。1969年、「馬酔木」同人。1970年、登四郎の「沖」創刊に参加。同年「馬酔木」編集長。1972年、馬酔木賞、沖賞受賞。代表句に「新宿ははるかなる墓碑鳥渡る」などがあり、青春性、叙情性を湛えた句風であった。句集に『鳥語』（1972年）、『踏歌』（1980年）、『散木』（1982年）がある。1980年、『踏歌』により第4回俳人協会新人賞受賞。同年12月、敗血症に心内膜炎を併発し死去。42歳没。

## 関連文献
- 高柳克弘 『凛然たる青春 若き俳人たちの肖像』 富士見書房、2007年